# 德蘇達瓦冰川

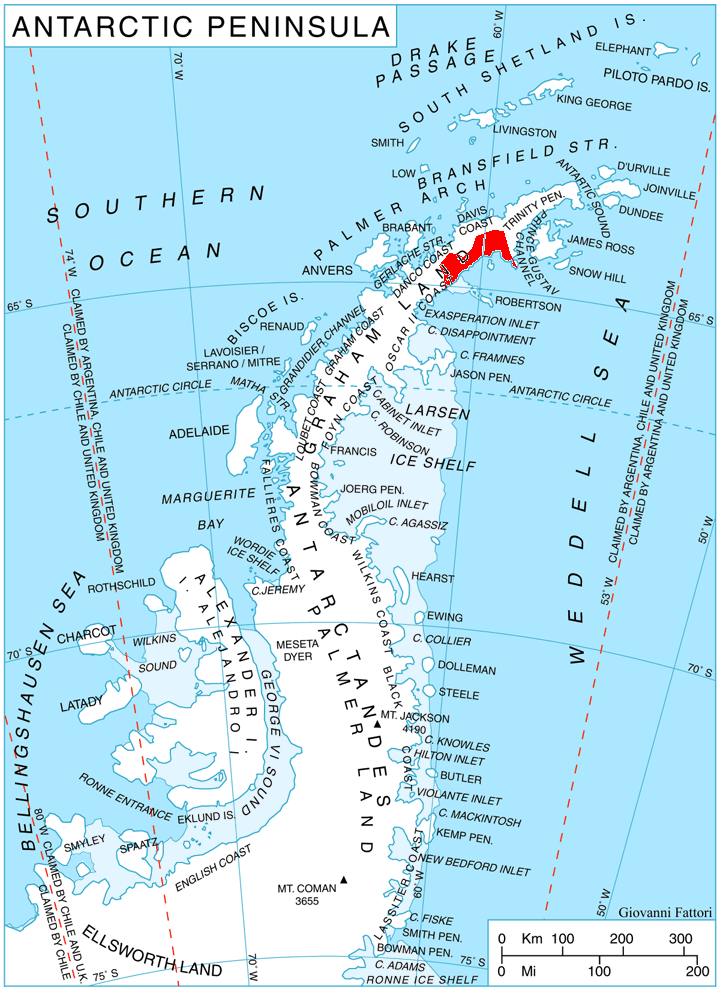

德蘇達瓦冰川是南極洲的冰川，位於葛拉漢地，處於丁斯莫爾冰川以南和博里亞納冰川東北面，流經古斯拉峰東北坡，最終注入蒙德拉加灣。
64°26′50″S 60°10′00″W / 64.44722°S 60.16667°W

## 外部連結
- Desudava Glacier. （页面存档备份，存于） SCAR Composite Antarctic Gazetteer.